# Saifeddine Souiegui
Saifeddine Souiegui – tunezyjski zapaśnik walczący w stylu klasycznym. Zajął dziesiąte miejsce na igrzyskach śródziemnomorskich w 1997. Srebrny medalista mistrzostwach Afryki w 1997 i brązowy w 1996 roku.